# Gaucho (album)
Gaucho är ett musikalbum av Steely Dan, utgivet 21 november 1980. Året efter upplöstes bandet och återförenades inte förrän 1993. Nästa studioalbum, Two Against Nature, gavs ut 2000.
Albumet blev nia på Billboards albumlista, medan låten "Hey Nineteen" nådde tionde plats på singellistan.

## Låtlista
Alla låtar skrivna av Walter Becker och Donald Fagen förutom "Gaucho" som är skriven av Becker, Fagen och Keith Jarrett. 
1. "Babylon Sisters" – 5:49
2. "Hey Nineteen" – 5:06
3. "Glamour Profession" – 7:28
4. "Gaucho" – 5:30
5. "Time Out of Mind" – 4:11
6. "My Rival" – 4:30
7. "Third World Man" – 5:18

## Musiker
- Donald Fagen - piano, synth, sång
- Walter Becker - bas, elgitarr, sång
- Anthony Jackson - bas
- Chuck Rainey - bas
- Chuck Sample - bas
- Don Grolnick - keyboard, elpiano
- Rob Mounsey - synth, piano
- Pat Rebillot - keyboard, elpiano
- Joe Sample - elpiano
- Hiram Bullock - elgitarr
- Larry Carlton - elgitarr
- Rick Derringer - elgitarr
- Steve Khan - akustisk gitarr, elgitarr
- Mark Knopfler - elgitarr, sång
- Hugh McCracken - elgitarr
- Wayne Andre - trombon
- Michael Brecker - tenorsaxofon, sång
- Randy Brecker - trumpet, flygelhorn
- Ronnie Cuber - barytonsaxofon
- Walter Kane - basklarinett
- George Marge - basklarinett
- David Sanborn - altsaxofon, sång
- David Tofani - tenorsaxofon, sång
- Steve Gadd - slagverk, trummor
- Jeff Porcaro - slagverk, trummor
- Bernard "Pretty" Purdie - trummor
- Crusher Bennett - slagverk
- Victor Feldman - slagverk, keyboard
- Ralph MacDonald - slagverk
- Nicky Marrero - percussion, timbales, sång
- Patti Austin - sång, körsång
- Frank "Harmonica Frank" Floyd - körsång
- Diva Gray - sång, körsång
- Gordon Grody - sång, körsång
- Lani Groves - sång, körsång
- Michael McDonald - sång, körsång
- Leslie Miller - sång, körsång
- Zachary Sanders - sång, körsång
- Valerie Simpson - sång, körsång
- Zack Snaders - körsång
- Toni Wine - sång, körsång

- Producent: Gary Katz
- Ljudtekniker: Roger Nichols